# 左左乡
左左乡，是中华人民共和国西藏自治区阿里地区噶尔县下辖的一个乡镇级行政单位。

## 行政区划
左左乡下辖以下地区：
上左左村、下左左村和朗久村。